# 외즐렘 제키지
외즐렘 사라 체키치(덴마크어: Özlem Sara Cekic, 튀르키예어: Çekiç; 1976년 5월 7일 ~ )는 덴마크의 정치인이다. 소속 정당은 사회인민당이다.
터키 앙카라에서 쿠르드족 가문의 딸로 태어났으며 어린 시절에 가족들과 함께 덴마크 코펜하겐으로 이주했다. 덴마크에서 간호사로 근무한 경력을 갖고 있고 2004년에는 사회인민당에 입당했다. 2007년부터 2011년까지 덴마크 의회 역사상 최초의 여자 무슬림 의원을 역임했다.